# Margarita de Francia (1254-1271)
Margarita de Francia (1254-julio de 1271) fue hija del rey Luis IX de Francia y de su esposa, Margarita de Provenza. Ella era miembro de la Casa de los Capetos y fue duquesa de Brabante por su matrimonio con el duque Juan I de Brabante.

## Hermanos
Margarita fue la novena de once hijos. Su hermano mayor era Felipe III de Francia, su hermano menor era el conde Roberto de Clermont. Margarita también tenía otros hermanos, pero murieron en la infancia o en la adultez temprana.
Margarita tenía tres hermanas supervivientes. Su hermana mayor era Isabel de Francia, reina de Navarra, que estaba casada con el rey Teobaldo II de Navarra. Sus otras dos hermanas fueron: Blanca de Francia, casada con Fernando de la Cerda, e Inés de Francia, duquesa de Borgoña, que se casó con el duque Roberto II de Borgoña y fue madre de Juana la Coja.

## Biografía
Margarita estuvo inicialmente comprometida en 1257 con el duque Enrique IV de Brabante, hijo de Enrique III de Brabante y de Adelaida de Borgoña. Este compromiso se dio por terminado debido al retraso mental de Enrique.
Enrique fue depuesto en 1267. El hermano de Enrique, Juan I de Brabante, se casó con Margarita el 5 de septiembre de 1270. Se realizó un gran torneo en Cambrai el 27 de mayo de 1269, con ocasión de su matrimonio. Se dice que Juan era un modelo perfecto de un príncipe feudal en la época de la caballería: valiente, aventurero, sobresaliendo en todas las formas de ejercicio activo, aficionado a la ostentación, de generoso temperamento. Esto lo hizo muy popular en la Edad Media, en la poesía y la literatura. También fue famoso por sus muchos hijos ilegítimos.
Margarita quedó pronto embarazada y dio a luz un hijo en 1271. La madre y el bebé no sobrevivieron y murieron poco después del nacimiento. Fue enterrada en la basílica de Saint-Denis.